# Vůz Btx761 ČD
Vozy Btx761, číslované v intervalu 50 54 29-29, v 60. a 70. letech označené Balm, v 80. a 90. letech Bix, do 1. ledna 2009 označené 020, jsou řadou čtyřnápravových přípojných velkoprostorových osobních vozů druhé třídy z vozového parku Českých drah. Všechny tyto vozy byly pro tehdejší Československé státní dráhy vyrobeny v letech 1958–1969 ve Vagónce Studénce.

## Vznik
Vozy měly být určeny jako přípojné k motorovým vozům 820. Vzhledem k nízkému počtu čtyřnápravových přípojných vozů u Československých státních drah byl ale urychlen jejich vývoj a zkráceny typové zkoušky. Díky tomu byly první přípojné vozy dodány tři roky před motorovými vozy řady 820. Z toho důvodu z počátku jezdily za motorovými vozy 830, ke kterým nebyly přípojné vozy vůbec vyrobeny, a 850, ke kterým byly přípojné vozy dodávány později.

## Technický popis
Jsou to neklimatizované vozy lehké stavby o délce 18 500 mm. Mají podvozky Tatra 1-740. Nejvyšší povolená rychlost těchto vozů je 90 km/h.
Nástupní prostory jsou umístěny zhruba v 1/3 a 2/3 vozu a dělí vůz na tři velkoprostorové oddíly. Krajní oddíly mají po třech fiktivních oddílech, prostřední se skládá ze čtyř fiktivních oddílů. Celkem poskytují 68 míst k sezení realizovaných jako dvojmístné lavice v uspořádání 2 + 2 potažené zelenou koženkou z PVC. V čelech loketních opěrek se nacházejí výklopné popelníky. V jednom z krajních oddílů je umístěné jediné WC ve voze, ale přístup do něj je možný jen z nástupního prostoru.
Jednokřídlé nástupní dveře se otvírají směrem dovnitř a mají posuvný rošt, který kryje schůdky. Vozy mají polospouštěcí okna o šířce 1 000 mm zasklené jednoduchým sklem. V přední a zadní části vozů jsou ve a proti směru jízdy umístěná velká panoramatická pevná okna. Mezivozové přechody jsou řešeny pomocí sklopných můstků se shrnovacím zábradlí.
Větrání je kromě oken řešeno i stropním odsavačem. Vytápění vozů je teplovzdušné, vzduch je ohříván dvěma naftovými agregáty TA 10 vyrobených v Juranovských závodech v Brně. Na nápravách se nachází dynamo, které zásobuje vůz elektrickou energií. Osvětlení je napájeno ze dvou měničů 48 V / 220 V, 50 Hz. Provozní osvětlení je realizováno zářivkami, nouzové žárovkami.
Vozy jsou vybaveny 19žilovým průběžným kabelem pro řízení více motorových vozů řady 820 jedním strojvedoucím.
Původní nátěr těchto vozů byl přes okna krémový, pod okny červený. Mezi příznivci železnice je tento nátěr nazývaný polomáčený. Později byly vozy lakovány do červeného nátěru s krémovým pruhem pod okny podél celého vozu vyjma dveří.

## Modernizace
V letech 1995–1997 bylo v MSV Studénka a ŽOS Nymburk zmodernizováno 68 vozů na řadu Btx763 (021). Mezi nejvýraznější změny patří snížení počtu míst k sezení na 66 (z toho dvě sklopné), nové tramvajové sedačky od firmy Fainsa, nová v horní čtvrtině výklopná okna, předsuvné dveře a dosazení vlakového rozhlasu. Z méně viditelných změn došlo k zesílení skříně, dosazení nových baterií, ovládání vytápění a větrání, výměně podlah, rekonstrukci přechodových můstků, které jsou nově určeny jen pro potřeby vlakové čety atd.

## Provoz
Vozy původně bývaly řazeny v soupravách s motorovými vozy 820, 830, 850 a 851. V 90. letech dokonce kvůli nízkému počtu přípojných vozů Btn752 jezdily s motorovými vozy 842. Mimo toho jezdily na vlacích tahaných motorovými lokomotivami, a také na tratích Tábor – Bechyně, Rybník – Lipno nad Vltavou a Jihlava – Veselí nad Lužnicí s lokomotivami elektrické trakce. Kromě toho je šlo potkat i na ozubnicových tratích Tanvald – Kořenov a Tisovec – Pohronská Polhora na Slovensku.
V letech 1994–1995 došlo vzhledem ke změně intervalu značení těchto vozů k přidělení nových inventárních čísel. Ta jsou přidělena v pořadí přečíslování, čili neodpovídají původním číslům. K dalšímu přečíslování došlo k 1. lednu 2009. Ani při tomto přečíslování nebyla respektována původní inventární čísla.
Mezi roky 1998 a 1999 bylo sedm vozů pronajato společnosti Viamont pro provoz na trati Sokolov – Kraslice.
Celkem čtyři vozy byly odprodány Bratislavské regionálné koľajové spoločnosti.
V červenci 2009 byl vůz č. 035 (původně č. 687) zakoupen sdružením Klub železničních cestovatelů. Do září 2010 byl vůz opraven, a v prostředním oddíle byl vybudován barový oddíl. Vůz bývá řazen v nostalgických vlacích. Kromě tohoto vozu ještě Klub železničních cestovatelů vlastní další dva vozy této řady.
V letech 2009–2012 došlo k převedení většiny zbývajících vozů do Železničního muzea v Lužné u Rakovníka. Poslední vůz je dlouhodobě odstaven právě v Lužné u Rakovníka a do provozu již nezasahuje.

## Přezdívky
- „Krátký Balm“: vozy jsou vizuálně podobné vozům Bmx765, přezdívané „Balm“, ale jsou výrazně kratší.